# Витория, Франсиско де

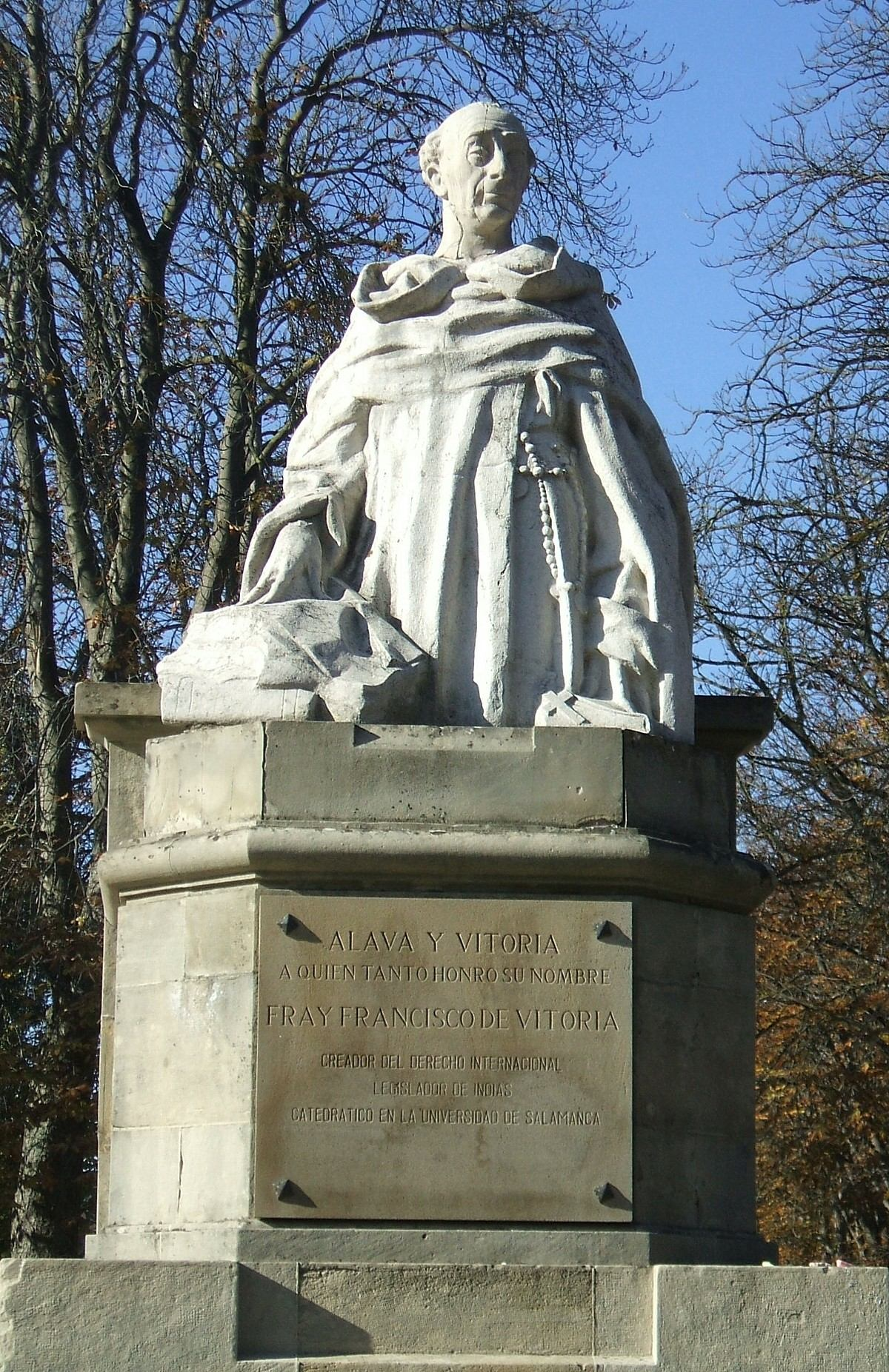
Памятник в родном городе Витория

Франсиско де Витория (Francisco de Vitoria; ок. 1486 — 12 августа 1546) — испанский теолог-доминиканец и правовед эпохи Возрождения, основоположник Саламанкской школы, один из зачинателей международного права.

## Биография
Уроженец Страны Басков, вступил в доминиканский орден в одном из монастырей Бургоса. В продолжение 16 лет учился и читал лекции в Сорбонне. По возвращении в Испанию в 1523 году преподавал сначала в Вальядолиде, затем в Саламанке. Состоял в переписке с Карлом V, который испрашивал его мнения относительно разводов Генриха VIII и надлежащего отношения к индейцам. С 1526 года занимал кафедру богословия в Саламанкском университете.

## Учение
Экономические воззрения де Виториа, как и других представителей Саламанкской школы, предвосхищали меркантилизм. В своих лекциях о войнах с французами де Витория подчёркивал их пагубность для христианского мира и отмечал варварство с обеих сторон. Положения его доктрины о войне и мире по ряду пунктов предвещали Гуго Гроция:
- Объявлению войны обязательно должны предшествовать попытки решить конфликт мирным путём.
- Воюющие стороны обязаны принимать все зависящие от них меры, чтобы во время боевых действий не страдало мирное население.
- Если подданный короля придерживается пацифистских взглядов, он имеет право отказаться от призыва в действующую армию[6].

В работе «De Potestate Civili» (1528) Витория рассуждает о сообществе суверенных держав как о неком живом органическом целом, totus orbis, как о «всемирной республике», построенной на человеческой солидарности как высшем принципе. В трактате «De Indis» (1539) развивает популярную в то время идею о jus communicationis et societatis humanae — принципе естественного права общения, свободного перемещения, гостеприимства и торговли; такое естественное право проистекает из общего родства людей и общего предназначения земных благ. В «Лекции о политической власти» totius orbis превращается в республику, наделённую законодательной властью, завершающую jus gentium, находящееся в основании totius orbis auctoritate. Этому международному сообществу принадлежит общее благо (в лекции «De jure belli»). По мнению Витории, обязанности по сохранению мира лежат на государях — не в силу договора, но в силу естественного права.
Де Витория одним из первых поставил под сомнение справедливость колонизации Нового Света европейцами. Обращение в христианство, с его точки зрения, должно быть актом доброй воли. Насильственная христианизация язычников противоречит сути христианского вероучения. Колониальные войны допустимы только с целью защиты туземцев от каннибализма и человеческих жертвоприношений, которые практикуют их сородичи. Массовое истребление туземцев не имеет никакого оправдания.
Де Виториа требовал, чтобы в управлении колониями применялись те же стандарты, что приняты в управлении провинциями метрополии. Индейцы — такие же подданные короля, как и любой житель Севильи. Папа римский, по мысли Витории, не имеет права распределять земли в Новом Свете между христианскими правителями. Его дело — координировать миссионерскую деятельность, не более того. Впоследствии во время вальядолидских дебатов эти взгляды отстаивал Бартоломе де лас Касас.
Подсчитано, что лекции Франсиско де Витория прослушало не менее 5 тысяч студентов, которые разнесли его учение по всей Европе. Его собственные сочинения почти не сохранились. Взгляды мыслителя известны благодаря конспекту его лекций (Relecciones teologicas), который был опубликован в 1557 году в Лионе. Известно, что учёный ежегодно пересматривал свой лекционный курс и, в отличие от большинства современников, никогда не отказывался отвечать на вопросы студентов.

## Труды
- De potestate civili, 1528
- Del Homicidio, 1530
- De matrimonio, 1531
- De potestate ecclesiae I and II, 1532
- De Indis, 1532
- De Jure belli Hispanorum in barbaros, 1532
- De potestate papae et concilii, 1534
- Relectiones Theologicae, 1557
- Summa sacramentorum Ecclesiae, 1561.

Важными являются его обширные комментарии к трудам Фомы Аквинского, сохранившиеся только в виде рукописи.